# Seznam pijavic v Česku

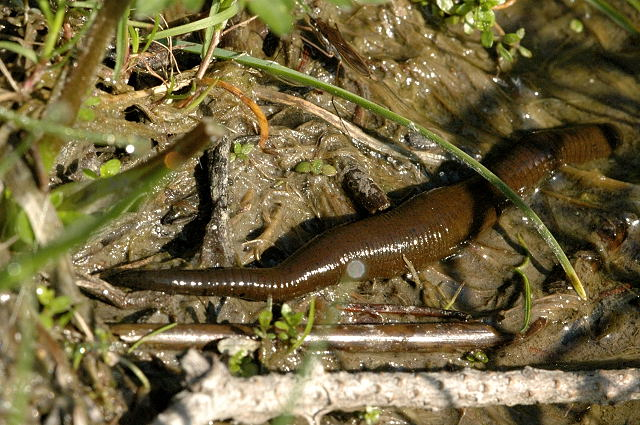
pijavka koňská Haemopis sanguisuga

Seznam pijavic v Česku obsahuje celkem 19 druhů. Všech 19 druhů se vyskytuje na Moravě.

## Druhy
v systematickém pořadí:
řád Arhynchobdellida
podřád hltanovky Erpobdelliformes
čeleď hltanovkovití Erpobdellidae
| Druh                                                       | Obrázek | Kategorie Commons                                      | Stupeň ohrožení v Česku | Dle IUCN |
| ---------------------------------------------------------- | ------- | ------------------------------------------------------ | ----------------------- | -------- |
| hltanovka páskovaná Dina lineata (O. F. Müller, 1774)      |         | Název kategorie na Wikimedia Commons nebyl zadán       |                         |          |
| hltanovka černokrká Erpobdella nigricollis (Brandes, 1900) |         | Název kategorie na Wikimedia Commons nebyl zadán       |                         |          |
| hltanovka bahenní Erpobdella octoculata (Linnaeus, 1758)   |         | Kategorie „Erpobdella octoculata“ na Wikimedia Commons |                         |          |
| hltanovka hnědá Erpobdella testacea (Savigny, 1822)        |         | Název kategorie na Wikimedia Commons nebyl zadán       |                         |          |
| Erpobdella vilnensis (Liskiewicz, 1927)                    |         | Název kategorie na Wikimedia Commons nebyl zadán       |                         |          |
| hltanovka Bykowského Trocheta bykowskii (Gedroyc, 1913)    |         | Název kategorie na Wikimedia Commons nebyl zadán       |                         |          |

podřád čelistnatky Hirudiniformes
čeleď pijavkovití Hirudinidae
| Druh                                                | Obrázek | Kategorie Commons                                    | Stupeň ohrožení v Česku | Dle IUCN |
| --------------------------------------------------- | ------- | ---------------------------------------------------- | ----------------------- | -------- |
| pijavka koňská Haemopis sanguisuga (Linnaeus, 1758) |         | Kategorie „Haemopis sanguisuga“ na Wikimedia Commons |                         |          |
| pijavka lékařská Hirudo medicinalis Linnaeus, 1758  |         | Kategorie „Hirudo medicinalis“ na Wikimedia Commons  |                         |          |

řád chobotnatky Rhynchobdellida
čeleď chobotnatkovití Glossiphoniidae
| Druh                                                          | Obrázek | Kategorie Commons                                | Stupeň ohrožení v Česku | Dle IUCN |
| ------------------------------------------------------------- | ------- | ------------------------------------------------ | ----------------------- | -------- |
| chobotnatka bažinná Batracobdella paludosa (Carena, 1824)     |         | Název kategorie na Wikimedia Commons nebyl zadán |                         |          |
| chobotnatka plochá Glossiphonia complanata (Linnaeus, 1758)   |         | Název kategorie na Wikimedia Commons nebyl zadán |                         |          |
| Glossiphonia concolor (Apathy, 1888)                          |         | Název kategorie na Wikimedia Commons nebyl zadán |                         |          |
| chobotnatka žlutá Glossiphonia heteroclita (Linnaeus, 1761)   |         | Název kategorie na Wikimedia Commons nebyl zadán |                         |          |
| Glossiphonia nebulosa (Kalbe, 1964)                           |         | Název kategorie na Wikimedia Commons nebyl zadán |                         |          |
| Glossiphonia slovaca (Košel, 1972)                            |         | Název kategorie na Wikimedia Commons nebyl zadán |                         |          |
| chobotnatka štítkatá Helobdella stagnalis (Linnaeus, 1758)    |         | Název kategorie na Wikimedia Commons nebyl zadán |                         |          |
| chobotnatka pestrá Hemiclepsis marginata (O. F. Müller, 1774) |         | Název kategorie na Wikimedia Commons nebyl zadán |                         |          |
| chobotnatka kachní Theromyzon tessulatum (O. F. Müller, 1774) |         | Název kategorie na Wikimedia Commons nebyl zadán |                         |          |

čeleď Piscicolidae
| Druh                                                 | Obrázek | Kategorie Commons                                   | Stupeň ohrožení v Česku | Dle IUCN |
| ---------------------------------------------------- | ------- | --------------------------------------------------- | ----------------------- | -------- |
| chobotnatka rybí Piscicola geometra (Linnaeus, 1758) |         | Kategorie „Piscicola geometra“ na Wikimedia Commons |                         |          |
| Caspiobdella fadejewi (Epstein, 1961)                |         | Název kategorie na Wikimedia Commons nebyl zadán    |                         |          |